# أطراس الكلام
أطراس الكلام هي رواية عربية من تأليف الكاتب العراقي عبد الخالق الركابي، صدرت عام 2009 عن "المؤسسة العربية للدراسات والنشر" وتضم 239 صفحة.

## نبذة
تدور أحداث الرواية على خلفية بغداد في فترة الحصار وبعد الغزو، حيث يستعرض الراوي رحلة شخصية هاربة من ماضٍ جارح بحثًا عن الخلاص، في مواجهة الذاكرة والتاريخ والجغرافيا.تتناول الرواية صراع الإنسان مع قدره، مستعرضة التناقضات بين الحنين والغياب، القوى والعجز، والحب والصراع الطبقي، من خلال شخصيات مثل الراوي، "رؤى" و"أسماء" اللتين تمثلان بُعدين اجتماعيين متناقضين . يتميز النص بأسلوب سردي يمزج الحاضر بالماضي بانسيابية ضمن يوم واحد، مع حوارات تعزز عمق الشخصية وتنوع الأصوات .ا تستوحي الرواية بعض ملامحها من الأساطير اليونانية مثل أوديب، لكنها تتجاوز المصير لتظهر قدرة الإرادة والمقاومة الإنسانية، في ظل الحصار وأزمات الحياة اليومية.وتعكس أجواء اجتماعية واقتصادية متأزمة، مثل استغلال ظروف الحرب من قبل الطبقات التجارية والطبية والنخبوية . تُصوّر الرواية أيضًا قيمة الأرض والتاريخ الرمزي للجد، الذي يمثل رمزية المقاومة والتمسك بالجذور ضد الاحتلال.